# 博布拉瓦农村居民点
博布拉瓦农村居民点（俄语：Бобравское сельское поселение）是俄罗斯联邦别尔哥罗德州拉基特诺耶区所属的一个农村居民点。其下辖有4个居民点，行政中心为博布拉瓦。据2016年统计，该农村居民点的人口为2001人。